# Anagallis foemina
Anagallis foemina ha pasado a llamarse Lysimachia foemina 
Anagallis foemina es una especie perteneciente a la familia de las Primuláceas.

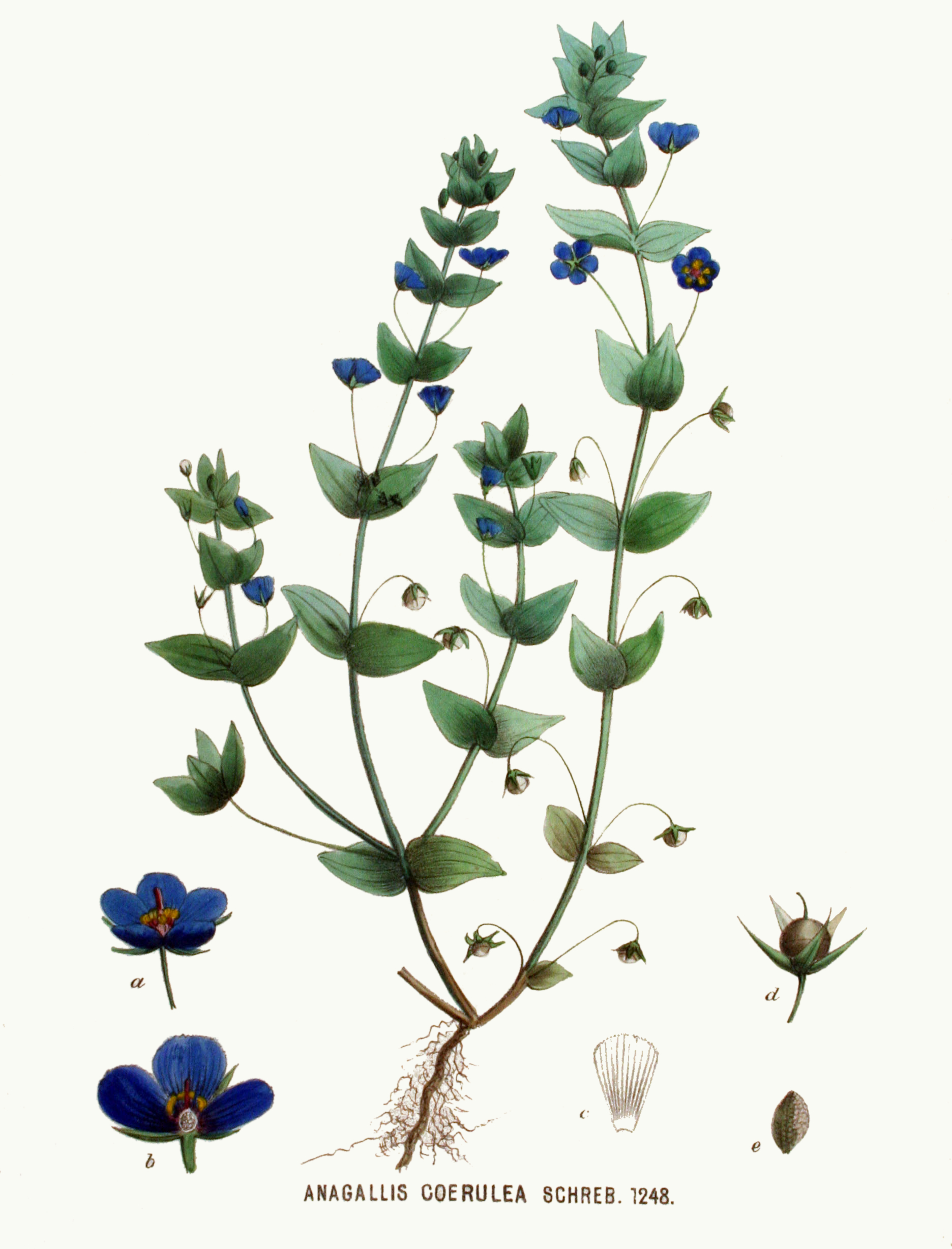
Ilustración

## Descripción
Es una pequeña planta herbácea anual de 10 a 40 cm de alto, con el tallo cuadrado y muy ramificado, cada rama sale axilarmente entre el tallo principal y una hoja.

Las hojas son normalmente lanceoladas de unos 3 cm de largo por 1 o 1,5 cm de ancho, aunque algunas, sobre todo las más bajas pueden sean ovadas.
 
Nacen a cada lado del tallo (opuestas), aunque a veces se pueden encontrar verticiladas. Son sésiles (carentes de pecíolo). En el envés de las hojas se aprecian unos puntos pardo o negruzcos.
Las flores solitarias que salen de un largo pedúnculo erecto, entre la hoja y el tallo (axilar), por encima de las hojas, en la fructificación se va encorvando hasta quedar por debajo de estas mostrando el cáliz. Éste muy dividido con cinco sépalos lanceolados. La corola en forma de rueda con cinco lóbulos (pétalos) de color azul con la garganta de color rojo. Los estambres, con filamentos de unos 3 mm de largo, tienen pelos de color rojo-purpúreos, a veces son de color blanco; las anteras llamativas de color amarillo. El fruto es una bola (globoso) de hasta 5 mm de diámetro con más de veinte semillas en su interior.
Anagallis foemina se le asigna el rango de especie, aunque a veces se considera una subespecie de Anagallis arvensis (Marsden-Jones y Weiss 1938; Taylor 1955; Kollmann y Feinbrun 1968). Los datos moleculares muestran que Anagallis foemina está más cerca de Anagallis monelli que de Anagallis arvensis (Manns y Anderberg 2007b).

Se distinguen principalmente de arvensis en que este posee pétalos con vellosidad, pueden ser de color distinto y tienen hojas normalmente ovado-oblongas.

## Distribución y hábitat
Originaria del centro y sur de Europa fue introducida en África, sur de Norteamérica y Australia. En matorrales, suelos incultos y herbazales junto a otras plantas anuales.

## Taxonomía
Anagallis foemina fue descrita por Carlos Linneo y publicado en la 8.ª edición de the Gardeners Dictionarys en el año 1785.
Etimología
Anagallis: nombre genérico que deriva de las  palabras griegas, ana = "nuevo", y agallein = "para deleitarse" ya que las flores se abren cada vez que el sol incide sobre ellas y podemos disfrutarlas de nuevo cada día.
foemina: epíteto del latín femina = "mujer"; entendido el término no como el sexo de la planta sino más bien como la delicadeza, el tamaño y aspecto más delicado.
Basónimo
Anagallis foemina Mill. Philip Miller (1691-1771), publicado por vez primera
Vernáculo
La escasa diferencia entre Anagallis arvensis de color azul y Anagallis faemina hace que la gente no distinga entre una y otra por lo que son llamadas igual.
- hierba de los pulmones, murajes[5]

## Sinonimia
- Anagallis arvensis subsp. caerulea
- Anagallis arvensis subsp. foemina
- Anagallis arvensis var. caerulea
- Anagallis arvensis var. gentianea
- Anagallis caerulea
- Anagallis foemina
- Lysimachia arvensis subsp. caerulea [6]

## Usos
Anagallis arvensis y Anagallis foemina se usan tradicionalmente en Navarra (España) con fines dermatológicos por sus propiedades de curación de heridas. En algunos casos, también se usan para tratar infecciones internas, aunque se sabe que son tóxicas en dosis altas.